# Annusjka
Annusjka (russisk: Аннушка) er en sovjetisk spillefilm fra 1959 af Boris Barnet.

## Medvirkende
- Irina Skobtseva som Annusjka
- Anastasija Georgievskaja som Polina Sergejevna
- Boris Babotjkin som Ivan Ivanovitj
- Galina Tokareva som Nina
- Lev Barasjkov som Sasja